# Патриша Хийтън
Патриша Хийтън (на английски: Patricia Heaton) е американска актриса и продуцент, носителка на две награди „Еми“ и номинирана за награда „Сателит“. Тя е известна от сериала „Всички обичат Реймънд“, където изпълнява ролята на Дебра Бароун в периода 1996 – 2005 г. От 2012 г. има звезда на Холивудската алея на славата.

## Биография
Патриша Хийтън е родена на 4 март 1958 г. в Бей Вилидж, щата Охайо, САЩ. Дъщеря е на Патриша (по баща Хърд) и Чък Хийтън. Има три сестри на имена Шарън, Алис и Франсис и един брат на име Майкъл.
През 1990 г. се омъжва за Дейвид Хънт. Това е втори брак за нея след като първият ѝ брак продължил от 1984 до 1987 г. завършва с развод. От брака си с Хънт има четирима сина – Самюъл Дейвид (роден през септември 1993 г.), Джон Бейсил (роден през май 1995 г.), Джоузеф Чарлс (роден на 2 юни 1997 г.) и Даниел Патрик (роден на 20 януари 1999 г.)